# Bruno-Kreisky-Preis für das politische Buch
Der Bruno-Kreisky-Preis für das politische Buch wird seit 1993 alljährlich zum Andenken an den früheren österreichischen Bundeskanzler und SPÖ-Parteichef Bruno Kreisky von der politischen Akademie der SPÖ, namentlich dem Karl-Renner-Institut in Wien, in Zusammenarbeit mit der sozialdemokratischen Bildungsorganisation SPÖ Bildung und seit 2008 mit Unterstützung des SPÖ Parlamentsklubs jährlich vergeben. Neben dem Hauptpreis werden Sonderpreise für ein Lebenswerk, für besondere verlegerische Leistungen sowie Anerkennungspreise vergeben. Der Hauptpreis und der Sonderpreis für das publizistische Gesamtwerk sind mit jeweils 7000 Euro dotiert, alle anderen Preise mit 2500 Euro.
Mit dem Preis wird im Sinne des Lebenswerks Bruno Kreiskys politische Literatur geehrt und gefördert, die für Freiheit, Gleichheit, soziale Gerechtigkeit, Solidarität, Toleranz, Kampf gegen Rechtsextremismus und für die Freiheit der Kunst einsteht.

## Preisträger

### 1993
- Hans-Henning Scharsach: Hauptpreis für Haiders Kampf
- Herwig Büchele
- Hans Safrian
- Ceija Stojka

### 1994
- Paul Lendvai: Hauptpreis für Zwischen Hoffnung und Ernüchterung – Reflexionen zum Wandel in Osteuropa
- Konrad Hofer
- Emmerich Tálos und Karl Wörister
- Dokumentationsarchiv des österreichischen Widerstandes (DÖW)

### 1995
- Dževad Karahasan: Hauptpreis für Tagebuch der Aussiedlung
- Erika Weinzierl Sonderpreis für das Gesamtwerk
- Reinhard Sieder und Emmerich Talos und Heinz Steinert
- Melita Sunjic und Patrik Paul Volf
- Leon Zelman

### 1996
- Erich Hackl: Hauptpreis für In fester Umarmung
- Hans-Peter Martin und Harald Schuhmann für Die Globalisierungsfalle
- Helga Hieden-Sommer
- Claus Tieber für "Die Letzten von Gestern. Die Rechten und die Kunst"

### 1997
- Brigitte Hamann: Hauptpreis für Hitlers Wien
- Thomas Rothschild
- Marie Jahoda
- Franz S. Berger und Christiane Holler
- Heinz Gärtner

### 1998
- Karl-Markus Gauß
- Oskar Lafontaine und Christa Müller für Keine Angst vor der Globalisierung – Wohlstand für Alle[3]
- Marion Gräfin Dönhoff
- Robert Misik
- Brigitte Bailer

### 1999
- Armin Thurnher
- Jean Ziegler
- Freimut Duve und Nenad Popovic
- Heinz Faßmann, Helga Matuschek und Elisabeth Menasse-Wiesbauer
- Robert Misik und Doron Rabinovici Anerkennungspreis
- Marianne Sajdik
- Wieser Verlag, Klagenfurt

### 2000
- Ian Kershaw Hitler 1889–1936 und Hitler 1936–1945
- Jeremy Rifkin Access – Das Verschwinden des Eigentums
- Felix Kreissler für das publizistische Gesamtwerk
- Karin Ballauf und Martina Kopf und Johanna Meraner: Anerkennungspreis für Die Sprache des Widerstandes ist alt wie die Welt und ihr Wunsch. Frauen in Österreich schreiben gegen rechts.
- Beqe Cufaj
- Alisa Douer
- Givat Haviva
- Gerald Leitner
- Werner Perger und Thomas Assheuer
- Erika Thurner
- PICUS Verlag, Wien

### 2001
- Amartya Sen, Ökonomie für den Menschen – Wege zu Gerechtigkeit und Solidarität in der Marktwirtschaft
- Ruth Klüger für das Gesamtwerk
- Milo Dor für das Gesamtwerk
- Siglinde Bolbecher und Konstantin Kaiser
- Erwin Hirtenfelder und Bertram K. Steiner: Anerkennungspreis für Tatort Koligsaal
- Robert Schlesinger und Melita H. Sunjic
- BEIGEWUM
- Milena Verlag (Wien): Verlagspreis[4]

### 2002
- Joseph E. Stiglitz: Hauptpreis für Die Schatten der Globalisierung
- Gerhard Roth: Sonderpreis für das Gesamtwerk
- George Tabori: Sonderpreis für das Gesamtwerk
- Susanne Feigl
- Martin Horvath und Anton Legerer und Judith Pfeifer und Stefan Roth
- Ursula Mitterlehner
- Stefan Moritz
- Manfred Scheuch
- Deuticke Verlag, Wien

### 2003
- Alison Des Forges: Hauptpreis für Kein Zeuge darf überleben. Der Genozid in Ruanda. 1. Auflage. Hamburger Edition, Hamburg 2002, ISBN 3-930908-80-8 (amerikanisches Englisch: Leave none to tell the story. Übersetzt von Jürgen Bauer). Siehe auch: Völkermord in Ruanda
- HistorikerInnenkommission der Republik Österreich: Hauptpreis für ihren Schlussbericht über den Vermögensentzug während der NS-Zeit sowie Rückstellungen und Entschädigungen seit 1945 in Österreich
- Ryszard Kapuściński: Sonderpreis für das publizistische Gesamtwerk
- Kurt Bauer: Anerkennungspreis für das Buch Elementar-Ereignis. Die österreichischen Nationalsozialisten und der Juliputsch 1934
- Monika Höglinger: Anerkennungspreis für das Buch Verschleierte Lebenswelten – Zur Bedeutung des Kopftuchs für muslimische Frauen
- Gerhard Scheucher und Helmut Feier: Anerkennungspreis für das Buch Der Echtzeitmensch
- Sophie Lillie: Anerkennungspreis für das Buch Was einmal war – Handbuch der enteigneten Kunstsammlungen Wiens
- Mandelbaum Verlag: Sonderpreis des Wirtschaftsverbandes Wien für besondere verlegerische Leistungen[5]

### 2004
- Amos Oz für Eine Geschichte von Liebe und Finsternis
- Kathrin Röggla für wir schlafen nicht.
- Jorge Semprún Sonderpreis für das publizistische Gesamtwerk
- Ryszard Kapuściński Sonderpreis
- Benedikt Föger für verlegerische Leistung

### 2005
- Oliver Rathkolb für Die paradoxe Republik
- Jürgen Habermas für sein literarisches und publizistisches Gesamtwerk
- Michael Amon für Kollateralschäden (Verein Alltag Verlag)
- Nikolaus Dimmel/Josef Schmee (Hg.) für Politische Kultur in Österreich 2000-2005 (Promedia Verlag)
- BEIGEWUM – Beirat für gesellschafts-, wirtschafts- und umweltpolitische Alternativen für Mythen der Ökonomie – Anleitung zur geistigen Selbstverteidigung in Wirtschaftsfragen (VSA Verlag)
- Helmut Kramer/Vedran Dzihic für Die Kosovo-Bilanz. Scheitert die internationale Gemeinschaft? (LIT Verlag)
- Hamid Sadr für Der Gedächtnissekretär (Deuticke Verlag)

### 2006
- Tony Judt für Geschichte Europas von 1945 bis zur Gegenwart
- Gerda Lerner für ihr literarisches und publizistisches Gesamtwerk
- Marta S. Halpert Anerkennungspreis für „Gegangen und Geblieben“- Lebensläufe nach dem ungarischen Volksaufstand 1956

### 2007
- Ala al-Aswani für Der Jakubijân-Bau
- Simon Sebag Montefiore für Der junge Stalin
- Saul Friedländer für sein literarisches und publizistisches Gesamtwerk

### 2008
- Alexander Kluge und Oskar Negt für das publizistische Gesamtwerk
- Erika Thurner und Alexandra Weiss für die Herausgabe der Innsbrucker Vorlesungen Johanna Dohnals
- Markus J. Prutsch für Fundamentalismus
- Helmut Konrad und Wolfgang Maderthaner für Das Werden der Ersten Republik
- Evelyn Steinthaler für Frauen 1938
- Bernhard Kuschey für Die Wodaks – Exil und Rückkehr

### 2009
- Erhard Stackl für 1989. Sturz der Diktaturen
- Kurt W. Rothschild für sein publizistisches Gesamtwerk
- Elisabeth Röhrlich Anerkennungspreis für Kreiskys Außenpolitik. Zwischen österreichischer Identität und internationalem Programm
- John Bunzl und Farid Hafez Anerkennungspreis für die Herausgabe von Islamophobie in Österreich
- Passagen Verlag (Wien): Sonderpreis des Freien Wirtschaftsverbandes Wien für verlegerische Leistungen

### 2010
- Charles Taylor für Ein säkulares Zeitalter
- Hans Mommsen für sein  publizistisches Gesamtwerk
- Traude Bollauf Anerkennungspreis für Dienstmädchenemigration nach England. Die Flucht jüdischer Frauen aus Österreich und Deutschland nach England 1938/39
- Sandra Innerwinkler Anerkennungspreis für das Buch Sprachliche Innovation im politischen Diskurs: Eine Analyse ausgewählter Beispiele aus dem politischen Diskurs zwischen 2000 und 2006 in Österreich
- Gregor Mayer / Bernhard Odehnal Anerkennungspreis für Aufmarsch. Die rechte Gefahr aus Osteuropa
- Wieser Verlag Sonderpreis des Sozialdemokratischen Wirtschaftsverbandes Österreich für verlegerische Leistungen

### 2011
- Maja Haderlap für Engel des Vergessens
- Christine Nöstlinger Sonderpreis für das publizistische Gesamtwerk
- Maria Wirth Anerkennungspreis für das Buch Christian Broda.
- Markus Marterbauer Anerkennungspreis für das Buch Zahlen bitte! Die Kosten der Krise tragen wir alle.
- edition lex liszt 12, Burgenland; Sonderpreis des Sozialdemokratischen Wirtschaftsverbandes Österreich für verlegerische Leistungen

### 2012
- Eric Kandel für Das Zeitalter der Erkenntnis
- Imre Kertész, Sonderpreis für das publizistische Gesamtwerk
- Renée Lugschitz, Anerkennungspreis für Spanienkämpferinnen. Ausländische Frauen im Spanischen Bürgerkrieg 1936-1939
- Christiane Rothländer, Anerkennungspreis für Die Anfänge der Wiener SS
- Nischen Verlag, Wien, Sonderpreis des Sozialdemokratischen Wirtschaftsverbandes Österreich für verlegerische Leistungen

### 2013
- Christopher Clark für Die Schlafwandler. Wie Europa in den Ersten Weltkrieg zog
- Emmerich Tálos, Sonderpreis für das publizistische Gesamtwerk
- Eva Geber, Anerkennungspreis für Der Typus der kämpfenden Frau. Frauen schreiben über Frauen in der Arbeiterzeitung von 1900 bis 1933
- Gilles Reckinger, Anerkennungspreis für Lampedusa: Begegnungen am Rande Europas
- exil zentrum für interkulturelle kultur und antirassismusarbeit, Wien, Sonderpreis des Sozialdemokratischen Wirtschaftsverbandes Österreich für verlegerische Leistungen

### 2014
- Najem Wali, Hauptpreis für das Politische Buch 2014 für Bagdad Marlboro
- Gudrun Harrer, Preis für das publizistische Gesamtwerk
- Peter Ulrich Lehner, Anerkennungspreis für Verfolgung, Widerstand und Freiheitskampf in Hernals. Ereignisse, Gestalten, Orte, Spuren in einem Wiener ArbeiterInnenbezirk.
- Johann Skocek, Anerkennungspreis für Mister Austria. Das Leben des Klubsekretärs Norbert Lopper. Fußballer. KZ-Häftling. Weltbürger.
- Wieser Verlag, Preis für besondere verlegerische Leistungen[6]

### 2015

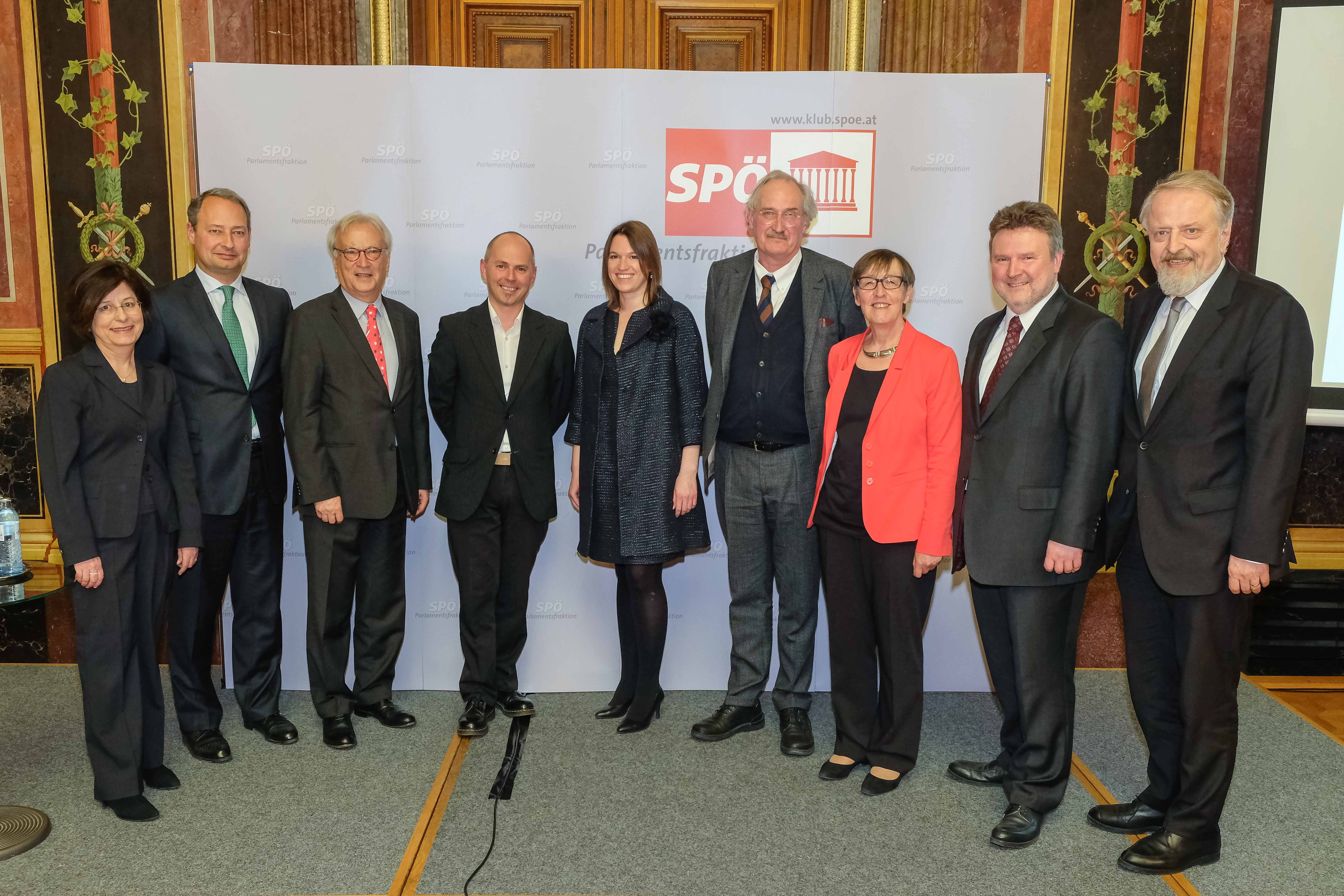
Preisverleihung am 18. April 2016

- Axel Honneth für Die Idee des Sozialismus
- Anton Pelinka, Preis für das publizistische Gesamtwerk
- Wilhelm Filla, Sonderpreis „Arbeitswelten – Bildungswelten“ für Von der freien zur integrierten Erwachsenenbildung. Zugänge zur Geschichte der Erwachsenenbildung in Österreich
- Margit Franz, Anerkennungspreise für Gateway India. Deutschsprachiges Exil in Indien zwischen britischer Kolonialherrschaft, Maharadschas und Gandhi
- Nina Horaczek und Sebastian Wiese, Anerkennungspreis für Gegen Vorurteile. Wie du dich mit guten Argumenten gegen dumme Behauptungen wehrst
- Alltag Verlag, Preis für besondere verlegerische Leistungen

### 2016
- Branko Milanović für Die ungleiche Welt. Migration, das Eine Prozent und die Zukunft der Mittelschicht
- Armin Thurnher, Preis für das publizistische Gesamtwerk
- Elke Gruber und Werner Lenz, Sonderpreis für Erwachsenen- und Weiterbildung Österreich
- Ingrid Brodnig, Sonderpreis für Hass im Netz. Was wir gegen Hetze, Mobbing und Lügen tun können
- nap – new academic press, Preis für besondere verlegerische Leistungen[7]

### 2017
- Arundhati Roy, Hauptpreis für Das Ministerium des äußersten Glücks[8]
- Juli Zeh, Sonderpreis für ihr bisheriges publizistisches Werk
- Hans-Henning Scharsach, Sonderpreis für Stille Machtergreifung. Hofer, Strache und die Burschenschaften
- Herbert Lackner, Sonderpreis für Die Flucht der Dichter und Denker: Wie Europas Künstler und Wissenschaftler den Nazis entkamen
- Johann Bacher, Waltraud Kannonier-Finster und Meinrad Ziegler, Sonderpreis Arbeitswelten – Bildungswelten für Marie Jahoda. Lebensgeschichtliche Protokolle der arbeitenden Klassen 1850–1930
- Clio-Verlag, Preis für besondere verlegerische Leistungen

### 2018
- Julian Nida-Rümelin und Nathalie Weidenfeld, Hauptpreis für Digitaler Humanismus. Eine Ethik für das Zeitalter der Künstlichen Intelligenz[9]
- Richard Sennett, Preis für sein publizistisches Gesamtwerk
- Stephan Schulmeister, Sonderpreis „Arbeitswelten“ für Der Weg zur Prosperität
- Julia Ebner, Anerkennungspreis für Wut. Was Islamisten und Rechtsextreme mit uns machen
- Sonderzahl Verlag, Preis für besondere verlegerische Leistungen

### 2019
- Martin Schürz, Hauptpreis für Überreichtum[10]
- Barbara Coudenhove-Kalergi, Preis für das publizistische Gesamtwerk
- Lisa Herzog, Sonderpreis „Arbeitswelten-Bildungswelten“ für Die Rettung der Arbeit. Ein politischer Aufruf
- Robert Misik, Anerkennungspreis für Die falschen Freunde der einfachen Leute
- bahoe books, Preis für besondere verlegerische Leistungen

### 2020

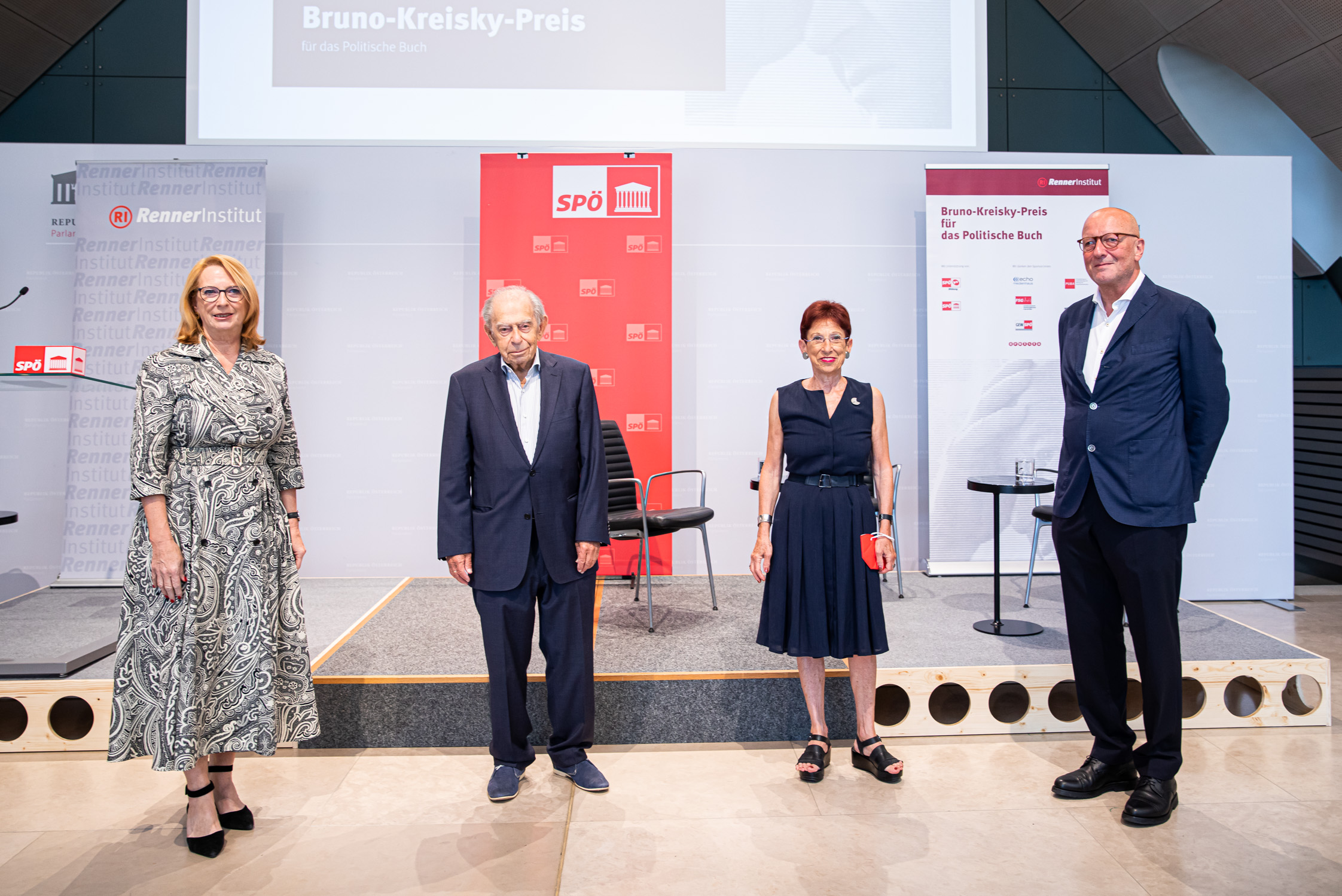
Verleihung des Bruno-Kreisky-Preises am 28. Juni 2021

- Roger de Weck, Hauptpreis für Die Kraft der Demokratie. Eine Antwort auf die autoritären Reaktionäre[11]
- Paul Lendvai und Ruth Wodak, Preis für das publizistische Gesamtwerk
- Melisa Erkurt, Sonderpreis „Arbeitswelten-Bildungswelten“ für Generation haram. Warum Schule lernen muss, allen eine Stimme zu geben
- Gerald Knaus, Anerkennungspreis für Welche Grenzen brauchen wir? Zwischen Empathie und Angst – Flucht, Migration und die Zukunft von Asyl
- Falter-Buchverlag, Preis für besondere verlegerische Leistungen

### 2021

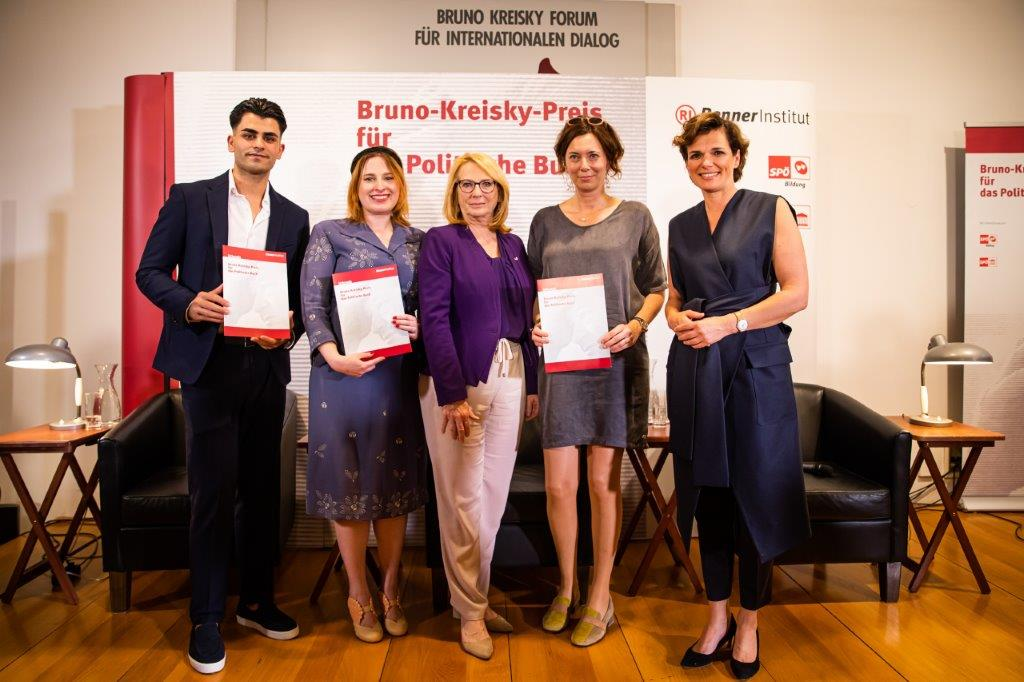
Verleihung des Bruno-Kreisky-Preises am 1. Juni 2022

- Eva Menasse, Hauptpreis für ihren Roman Dunkelblum[12]
- Franz Schuh, Preis für das publizistische Gesamtwerk
- Günther Sandner und Boris Ginner, Sonderpreis „Arbeitswelten-Bildungswelten“ für Emanzipatorische Bildung – Wege aus der sozialen Ungleichheit
- Natascha Strobl, Anerkennungspreis für Radikalisierter Konservatismus – Eine Analyse
- Osama Abu El Hosna, Anerkennungspreis für Wie wir nicht sind – Mein Plädoyer gegen Vorurteile
- Paul Zsolnay Verlag, Preis für besondere verlegerische Leistungen[13]

### 2022
- Robert Menasse, Hauptpreis für seinen Roman Die Erweiterung[14]
- Salman Rushdie, Preis für das publizistische Gesamtwerk
- Alexia Weiss, Sonderpreis „Arbeitswelten-Bildungswelten“ für Zerschlagt das Schulsystem und baut es neu
- Judith Kohlenberger, Anerkennungspreis für Das Fluchtparadox
- Marlene Engelhorn, Anerkennungspreis für Geld
- Kremayr & Scheriau, Preis für besondere verlegerische Leistungen
- Michael Obrist, Christina Lenart, Bernadette Krejs und die Arch+ Redaktion, ARCH+ 244: Wien – Das Ende des Wohnbaus (als Typologie), Preis für sozial-ökologisches Wohnen und Zusammenleben[15]

### 2023
- Herfried Münkler, Hauptpreis für Welt in Aufruhr[16]
- Tom Segev, Preis für das publizistische Gesamtwerk
- Birgit Birnbacher, Sonderpreis „Arbeitswelten – Bildungswelten“ für Wovon wir leben
- Susan Neiman, Anerkennungspreis für Links ist nicht woke
- Das vergessene Buch, Preis für besondere verlegerische Leistungen[16]

### 2024
- Richard Cockett, Hauptpreis für Stadt der Ideen. Als Wien die moderne Welt erfand[17]
- Francesca Melandri, Preis für das publizistische Gesamtwerk
- Johannes Greß, Sonderpreis „Arbeitswelten – Bildungswelten“ für Ausbeutung auf Bestellung
- Jagoda Marinić, Anerkennungspreis für Sanfte Radikalität
- Verlag Jungbrunnen, Preis für besondere verlegerische Leistungen

## Weitere Preisträger ohne Jahresangabe
Leon Zelman, Lojze Wieser.